# John Newton
John Henry Newton ([ʤɒn hœenri ˈnjuːtən]IPA; 24. června 1725 – 21. prosince 1807) byl anglikánský kněz pocházející z Anglie, původně kapitán otrokářské lodi. Složil mnoho písní, mj. „Úžasnou milost“ (Amazing Grace).

## Mládí
John Newton se narodil v roce 1725 v londýnské části Wapping. Jeho otec, John Newton Sr. byl kapitán plující na trase mezi Anglií a Středozemím. Matka Elizabeth Newtonová (rozená Seatclifeová), nekonformní křesťanka, zemřela na tuberkulózu, když bylo Johnovi šest let.

Newton strávil dva roky na internátní škole. V jedenácti letech odešel pracovat na moře ke svému otci. Před otcovým odchodem do důchodu (1742) s ním stihl John absolvovat šest cest.
Otcovým plánem bylo zajistit Johnovi místo otrokáře na polích s cukrovou třtinou na Jamajce. Místo toho se mladý John Newton stal kapitánem na otrokářské lodi.
Během cesty k přátelům v roce 1743 byl Newton zadržen a přinucen vstoupit do Královského loďstva. Stal se poddůstojníkem na lodi Harwich. Po neúspěšném útěku byl Newton potrestán před zraky třistapadesátičlenné posádky. Svlečený do půl těla, přivázaný k mříži, obdržel 96 ran a degradován na obyčejného námořníka.
Tato hanba a ponížení dohnaly Newtona k myšlence na sebevraždu.. Když se psychicky i fyzicky vzpamatoval, byl na vlastní žádost přeložen na otrokářskou loď „Pegasus“ směřující do západní Afriky, která vezla zboží do Afriky, za které byli nakoupeni otroci. Ti byli poté převezeni do Anglie a jiných zemí.
Posádce lodi Pegasus činil Newton neustálé potíže, proto jej zanechali v západní Africe s Amosem Clowem, obchodníkem s otroky. Clowe vzal Newtona na pobřeží Sierry Leone, kde jej oženil s africkou vévodkyní princeznou Peyne. Newton byl, stejně jako otroci, zneužíván a týrán. Tuto dobu později Newton označil jako období, kdy "byl bezvěrec a nemrava, služebních otroků v západní Africe."
Na počátku roku 1748 byl zachráněn lodním kapitánem, kterého požádal Newtonův otec o nalezení syna.

## Duchovní konverze
Na cestě zpět do Anglie v roce 1748 zažil duchovní obrácení na palubě lodi Greyhound (Chrt), vezoucí náklad včelího vosku a dřeva pro barvíře. Loď u severoirského pobřeží potkala silná bouře a téměř se potopila. Newton se vzbudil uprostřed noci a volal k Bohu, zatímco se loď plnila vodou. Byl to tento zážitek, který později Newton označil za počátek konverze k evangelikálnímu křesťanství.
Po cestě lodi domů začal Newton číst Bibli a další duchovní literaturu. Než dosáhli Británie, přijal doktrínu evangelikálního křesťanství. Bylo to 10. června 1748 a toto datum si pak připomínal po zbytek života. Od tohoto dne přestal klít, hrát hazardní hry a pít alkohol. Ačkoli se nadále věnoval otrokářství, získal k nim značné sympatie. Později řekl, že jeho opravdové obrácení nastalo později:
| „ | Skutečným věřícím, v pravém slova smyslu, jsem se stal až mnohem později. | “ |

Newton se vrátil do Liverpoolu (Anglie) a částečně díky vlivu Josepha Manestyho, přítele Newtonova otce, se stal prvním důstojníkem na otrokářské obchodní lodi Brownlow směřující do Západní Indie kolem guinejských břehů. Během první části cesty si při pobytu v západní Africe (1748–49) si Newton přiznal nedostatky ve svém duchovním životě. Během nemoci doprovázené horečkou vyznal svoji plnou víru v Krista a požádal Boha, aby převzal kontrolu nad jeho osudem. Později uvedl, že tato zkušenost byla tím skutečným obrácením a bodem zvratu v jeho duchovním životě. Potvrdil, že tehdy prvně cítil úplný smír s všemohoucím Bohem.
Stále však působil v obchodu s otroky. Po návratu do Anglie v roce 1750 podnikl tři další cesty jako kapitán otrokářských obchodních lodí Duke of Argyle (1750) a African (1752–53 a 1753–54). Mořeplavectví a obchodu s otroky se zřekl až v roce 1754 po těžké mrtvici, avšak dále investoval své úspory do Manestyho obchodu s otroky.

## Anglikánský kněz
V roce 1755 se stal Newton celním dozorcem (vybíral daně) liverpoolského přístavu a to opět díky vlivu Manestyho. Ve volném čase pak studoval řečtinu, hebrejštinu a syrštinu. Stal se známým evangelikálním laickým duchovním a v roce 1757 se ucházel o úřad anglikánského kněze, ačkoli do samotné anglikánské církve byl přijat a na kněze ordinován až o sedm let později. Odmítání anglikánské církve v tomto období jej natolik frustrovalo, že se o vstup žádal metodisty, nezávislé, presbyteriány či přímo biskupa chesterské diecéze, lincolnské diecéze, arcibiskupa canterburského a arcibiskupa yorského.
V roce 1764 jej Thomas Haweis představil lordu Williamu Leggeovi, který doporučil Newtona biskupovi v Chesteru a Newtonovi poradil usadit se v Olney v hrabství Buckinghamshire. 29. dubna 1764 byl předvolán knězem a ordinovaným kazatelem se stal 17. června.
Jako vikář v Olney byl Newton částečně finančně podporován evangelikálním filantropem Johnem Thorntonem, který přidal k jeho ročnímu stipendiu 60 liber svých 200 liber za „pohostinnost a pomoc chudým“. Newton se brzy stal známým díky své pastorální péči a víře. Jeho přátelství se separatisty od anglikánské církve i s anglikánským klérem způsobilo, že byl respektován oběma stranami. V Olney strávil šestnáct let a jeho kázání byla tak populární, že byl kostel rozšířen, aby jej mohli vyslechnout davy lidí, které přicházely.
Pět let poté, v roce 1772, se v sousedních farnostech Stoke Goldington a Weston Underwood stal vikářem Thomas Scott, pozdější vykladač Bible a spoluzakladatel Církevní misionářské společnosti. Newton napomáhal Scottově obrácení se z cynického „kariérního kněze“ na opravdového věřícího, což Scott vylíčil ve své autobiografii The Force Of Truth (Síla pravdy) z r. 1779.
V roce 1779 nabídl bohatý křesťanský obchodník John Thorton Newtonovi, aby se stal rektorem kostela svaté Marie ve Woolnothu v Lombard Street v Londýně; tam Newton sloužil až do své smrti. Kostel postavil v roce 1727 Nicholas Hawksmoor v novodobém barokním stylu. Newton se stal jedním ze dvou evangelikálních kazatelů v hlavním městě a brzy se stal v evangelikálních kruzích populární. Silně podporoval evangelikalismus v anglikánské církvi a to jak přítel nonkorformních duchovních, tak z pozice svého úřadu v církvi.
Mnoho mladých duchovních i ostatních, kteří se zabývali svou vírou, jej navštěvovalo a žádalo o radu, mezi jinými i známé postavy jako spisovatelka a filantropka Hannah Moreová a mladý člen britského parlamentu William Wilberforce, který krátce předtím prošel krizí svědomí a duchovním obrácením, když se zamýšlel o opuštění politiky. Newton, kterého požádal o duchovní vedení, Wilberforceho povzbudil, aby zůstal v parlamentu a „sloužil Bohu tam, kde je“.
V roce 1792 obdržel doktorát teologie na Vysoké škole v New Jersey (dnes Princeton University).